# Modrý samet
Modrý samet (v anglickém originále Blue Velvet) je americký mysteriózní neo-noir film, který natočil režisér David Lynch podle vlastního scénáře. Premiéru měl 12. září 1986 na Torontském mezinárodním filmovém festivalu. Do amerických kin byl uveden nedlouho poté. Ve filmu hráli Kyle MacLachlan, Dennis Hopper, Laura Dernová a další. Hudbu k filmu složil Angelo Badalamenti, který s režisérem následně spolupracoval i na dalších snímcích. Badalamenti má ve filmu také malou cameo roli. Lynch byl za film neúspěšně nominován na Oscara (režie) i Zlatý glóbus (scénář).

## Obsazení
| Kyle MacLachlan        | Jeffrey Beaumont       |
| Isabella Rosselliniová | Dorothy Vallens        |
| Dennis Hopper          | Frank Booth            |
| Laura Dernová          | Sandy Williams         |
| Hope Lange             | Paní Williams          |
| Dean Stockwell         | Ben                    |
| George Dickerson       | Detektiv John Williams |
| Priscilla Pointer      | Paní Beaumont          |
| Frances Bay            | Teta Barbara           |
| Jack Harvey            | Tom Beaumont           |
| Ken Stovitz            | Mike                   |
| Brad Dourif            | Raymond                |
| Jack Nance             | Paul                   |